# Força Koeman
Força Koeman is een Nederlandse sportdocumentaire-serie over Ronald Koeman als trainer van FC Barcelona. De serie werd geproduceerd door productiebedrijf Captains in opdracht van RTL Nederland.

## Verhaal
Op 19 augustus 2020 tekent Ronald Koeman een tweejarig contract bij FC Barcelona. De documentaire start iets daarvoor, als Koeman vanaf Schiphol richting Barcelona vertrekt om over zijn aanstelling te praten met de clubleiding. Bij aankomst in Barcelona wacht een grote menigte journalisten hem al op, omdat het nieuws van de ophanden zijnde transfer in de tussentijd al is uitgelekt in de Spaanse media.
De documentaireserie volgt Koeman bij zijn eerste lunch met clubpresident Josep Bartomeu, waar onder meer wordt gesproken over Koemans ideeën voor de club en de rol van superster Lionel Messi.
Als Koeman uiteindelijk getekend heeft in Camp Nou, ziet de kijker in de serie dat de coach overgaat tot de orde van de dag. Er wordt gesproken over nieuwe spelers uit de jeugd die mogelijk geschikt zijn om in het hoogste team te spelen, zoals Pedri, en Koeman legt zijn zoon Tim voorafgaand aan de belangrijke wedstrijd tegen Real Madrid de tactiek van de wedstrijd uit.
Als Koeman de eerste periode als coach doorkomt, zit hij tijdens Kerstmis op de tribune in een leeg Camp Nou met zijn vrouw Bartina. Hij blikt terug op zijn eerste maanden en hoopt dat hij ooit nog eens Barça coacht in een vol stadion, want dat is er door de coronapandemie nog niet van gekomen.
Koeman start zwak als coach van de Catalaanse topclub, maar in de tweede seizoenshelft verrast hij door het tij te keren en alsnog mee te dingen om het landskampioenschap. Op het laatste moment lukt dat toch niet, en zien we hoe groot de teleurstelling is, onder meer bij zijn meelevende familie. Koeman wint dat jaar wel de Spaanse beker, zijn eerste prijs als Barça-coach.
Koeman is trainer in een periode dat het met de club economisch slecht gaat; er moet veel bezuinigd worden en de Spaanse bond dwingt de club om grondig te saneren. Nieuwe spelers kunnen daardoor nauwelijks gekocht worden en de salarissen van de huidige selectie moeten worden teruggebracht. In de zomer wordt duidelijk dat Lionel Messi zelfs moet vertrekken bij de club, tot grote teleurstelling van Koeman.
De zomerperiode is rumoerig voor Koeman. De nieuwe president van de club, Joan Laporta, twijfelt openlijk aan de Nederlander als trainer en zegt zelfs op zoek te gaan naar een vervanger, tot groot ongenoegen van Koeman. In de documentaireserie ziet de kijker beelden van het moment dat Koeman hoort dat hij toch mag blijven als coach. Een tweede seizoen als trainer volgt.
In het vervolg van de serie is te zien dat Koeman met zijn zaakwaarnemer Rob Jansen dineert met een delegatie van de club om te onderhandelen over een verlenging van zijn contract. Maar een paar weken later verliest Koeman van Real Madrid in het Camp Nou-stadion en keert het sentiment. De coach wordt buiten het stadion in zijn auto opgewacht door een groep boze supporters en in de Spaanse pers wordt geschreven dat het einde van het tijdperk Koeman in zicht is. Een paar dagen later wordt Koeman ontslagen als hij met zijn ploeg terugvliegt na een verliespartij tegen Rayo Vallecano.
De docuserie volgt Koeman ook in zijn weken na het ontslag, waarbij de kijker ziet hoe de ontspanning is teruggekeerd in het leven van de coach. In het slot hint Koeman tijdens een etentje op een baan als bondscoach van het Nederlandse elftal, iets dat even later werkelijkheid wordt als de KNVB hem aanstelt als opvolger van Louis van Gaal.

## Achtergrond
De driedelige documentaire-serie bestaat uit drie seizoenen, elk drie afleveringen, verspreid over de werkperiode van Ronald Koeman bij FC Barcelona.
| Seizoen   | Uitzendmoment     | Aflevering 1 | Aflevering 2 | Aflevering 3 |
| --------- | ----------------- | ------------ | ------------ | ------------ |
| Seizoen 1 | 17 februari 2021  | Transfer     | Clásico      | Overleven    |
| Seizoen 2 | 10 september 2021 | Winnen       | Kaartenhuis  | Tranen       |
| Seizoen 3 | 3 maart 2022      | Kop van Jut  | Linksaf      | A Mi Manera  |

### Optredend in de documentaire
Hieronder een lijst van mensen die in deze documentaire voorkomen:
- Ronald Koeman, voetbaltrainer
- Bartina Koeman, vrouw van Ronald Koeman
- Debbie Koeman, dochter van Ronald Koeman
- Ronald Koeman Junior, zoon van Ronald Koeman
- Tim Koeman, zoon van Ronald Koeman
- Erwin Koeman, broer van Ronald Koeman
- Marijke Koeman, moeder van Ronald Koeman
- Rob Jansen, zaakwaarnemer
- Frenkie de Jong, voetballer FC Barcelona en Nederlands elftal
- Memphis Depay, voetballer FC Barcelona en Nederlands elftal
- Lluís Canut, voetbaljournalist en vriend Ronald Koeman
- Giovanni van Bronckhorst, voetbaltrainer
- Alfred Schreuder, voetbaltrainer
- Henrik Larsson, voetbaltrainer
- Josep (Pep) Guardiola, voetbaltrainer
- Simon Kuper, journalist
- Mikky Kiemeney, mediapersoonlijkheid en vriendin Frenkie de Jong
- Barry Eerenberg, vriend Ronald Koeman
- Ronnie Flex, artiest
- Guus Meeuwis, artiest
- Jan Smit, artiest
- Johnny de Mol, presentator

### Media aandacht
De reacties op Força Koeman doet blijken dat de scherpe kantjes er niet zijn afgehaald. "Ronald Koeman geeft zich bloot" in deze diepgaande rapportage. Het is uniek om zo veel te zien te krijgen van een wereld waar opportunisme hoogtij viert. De open- en welwillendheid van Koeman zelf, om het hele verhaal te laten zien en vertellen, zorgt ervoor dat "je heerlijk verdrinkt in de details". Gedurende de documentaire, komt naar voren hoe snel de voetbalwereld tolt en zit je op het puntje van je stoel wanneer de positie van Koeman onder druk komt te staan. Wanneer de spanning ongemeen stijgt, neemt het familieleven van Koeman even op de achterbank plaats. Door de media genoemd: "een relikwie van een rumoerig trainersleven."